# Mulli B. Grøn
Mulli B. Grøn, født Ludvig Georg Ernst Bylandt Grøn (24. april 1899 i København – 14. april 1980) var en dansk grosserer og direktør.
Grøn var søn af chefredaktør George C. Grøn og hustru f. komtesse Beatrice van Bylandt, blev student fra Ordrup Gymnasium 1917 og uddannet ved handelen i Vejle 1917-18, i London 1918-21 og 1927-28 og hos M.E. Grøn & Søn 1928-29. Han var medstifter af Mulli Grøn & Co. A/S 1929 og adm. direktør for dette 1940-1956. Desuden medlem af bestyrelsen for Mulli Grøn & Co. AS 1929-56 og for Cordinal Silk Company A/S 1950-55.
Han var indehaver af L.I. Grøn og hustrus familiefideicommis. 4. linje fra 1923. Mulli B. Grøn blev gift 24. april 1929 med Dagny f. Falbe-Hansen, f. 11. januar 1908 i København. datter af overretssagfører Viggo Falbe-Hansen.